# 二宮悠嘉
二宮悠嘉（1989年9月11日—）是日本的歌手、藝人、女子團體SDN48前成員。東京都出身。A-Light所屬。

## 人物・来歴
- 2010年5月15日起以SDN48（2期生）身份活動開始[1]但是，在2011年5月12日的公演畢業。
- AKB48、SKE48、NMB48、SDN48史上首個已婚者[2]。加入SDN48和丈夫諮詢。
- 與AKB48Team A的倉持明日香同年月日生，SDN48同期的谷咲伴美同日生日。

## SDN48的参加曲

### 單曲CD選抜曲
SDN48「Under Girls B」名義
- 佐渡向過去

### 劇場公演小組曲
SDN48 1st Stage 2期生「誘惑的吊襪帶」公演
1. Saturday night party
2. 悍馬女士

## 出演

### 綜藝節目
- アリケン（2010年6月5日 - 26日、東京電視台）
- すっぽんの女たち（2010年6月23日・8月4日・11日、朝日電視台）
- 松島瑠美のMONDAY NIGHT 20!（页面存档备份，存于）（2011年5月16日、あっ!とおどろく放送局）
- KONANの部屋（页面存档备份，存于）（2011年6月6日、あっ!とおどろく放送局）
- Will together〜ウィル・トゥギャザー〜（2011年8月6日 - 、神奈川電視台）

### 演唱會
- AKB48 満席祭り希望 賛否両論第3公演（2010年3月25日、橫濱體育館）
- AKB48 コンサート「サプライズはありません」第3公演（2010年7月11日、代代木第一体育館）

## 杂志
- men's egg（大洋圖書）

## 出典
1. ↑  本人公式ブログ「ご報告(^○^)/」 （页面存档备份，存于）（2010年5月16日閲覧）
2. ↑  「いいのは顔だけ!?」既婚者も加入するSDN48の2期生が抱える不安材料 Archive.today的存檔，存档日期2012-07-16（楽天woman 最新新聞藝能 2010年5月17日）

## 外部連結
- SDN48公式介紹
- 二宮悠嘉（ゆかぽ）官方部落格「ゆかぽのきまぐれ日記」by Ameba（页面存档备份，存于）（旧部落格）
- 二宮悠嘉官方部落格「Wimsical Diary」by Ameba（页面存档备份，存于）
- A-Light 二宮悠嘉 簡介